# Heinrich Wedemhof (Politiker, 1524)

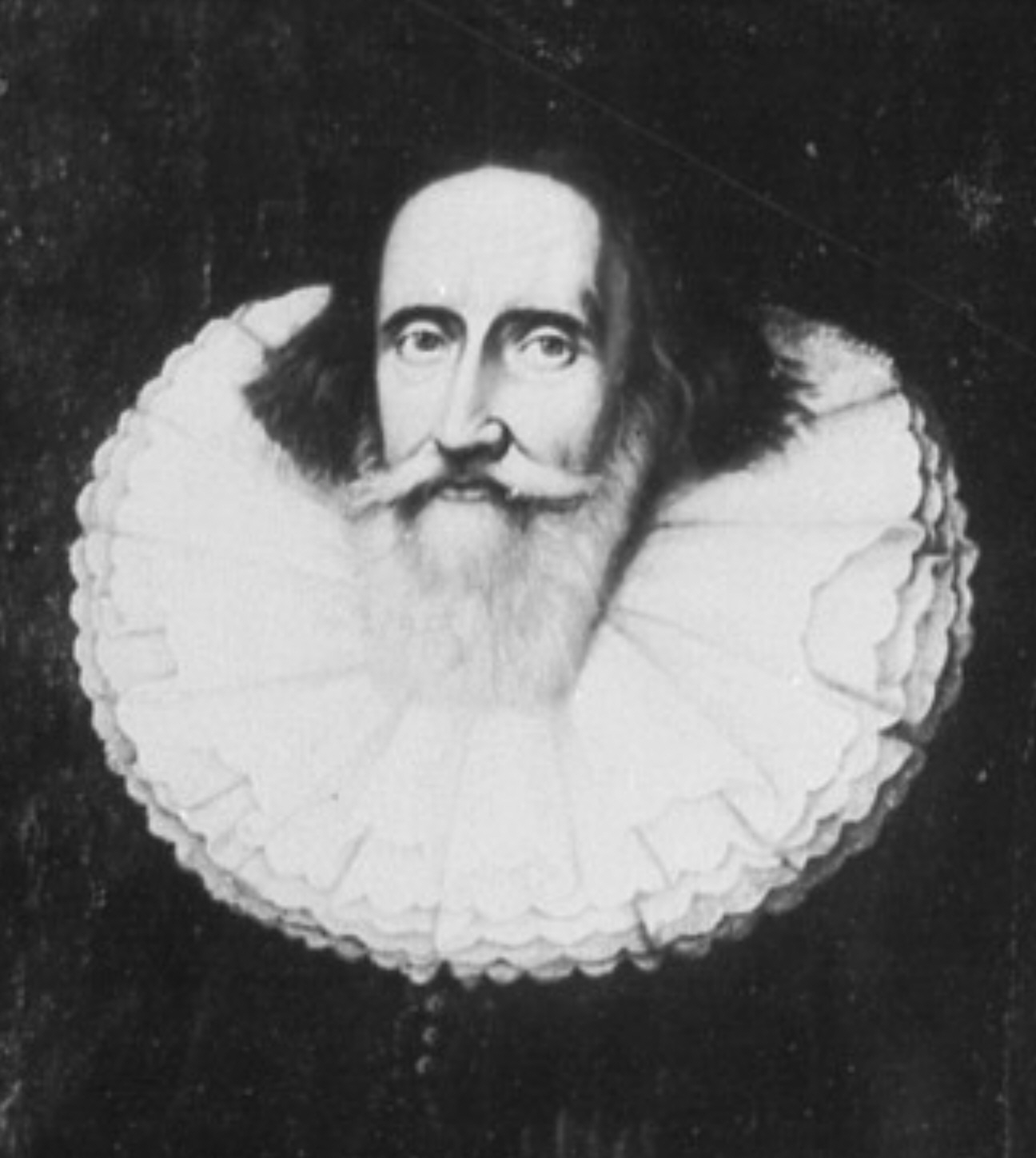
Heinrich Wedemhof

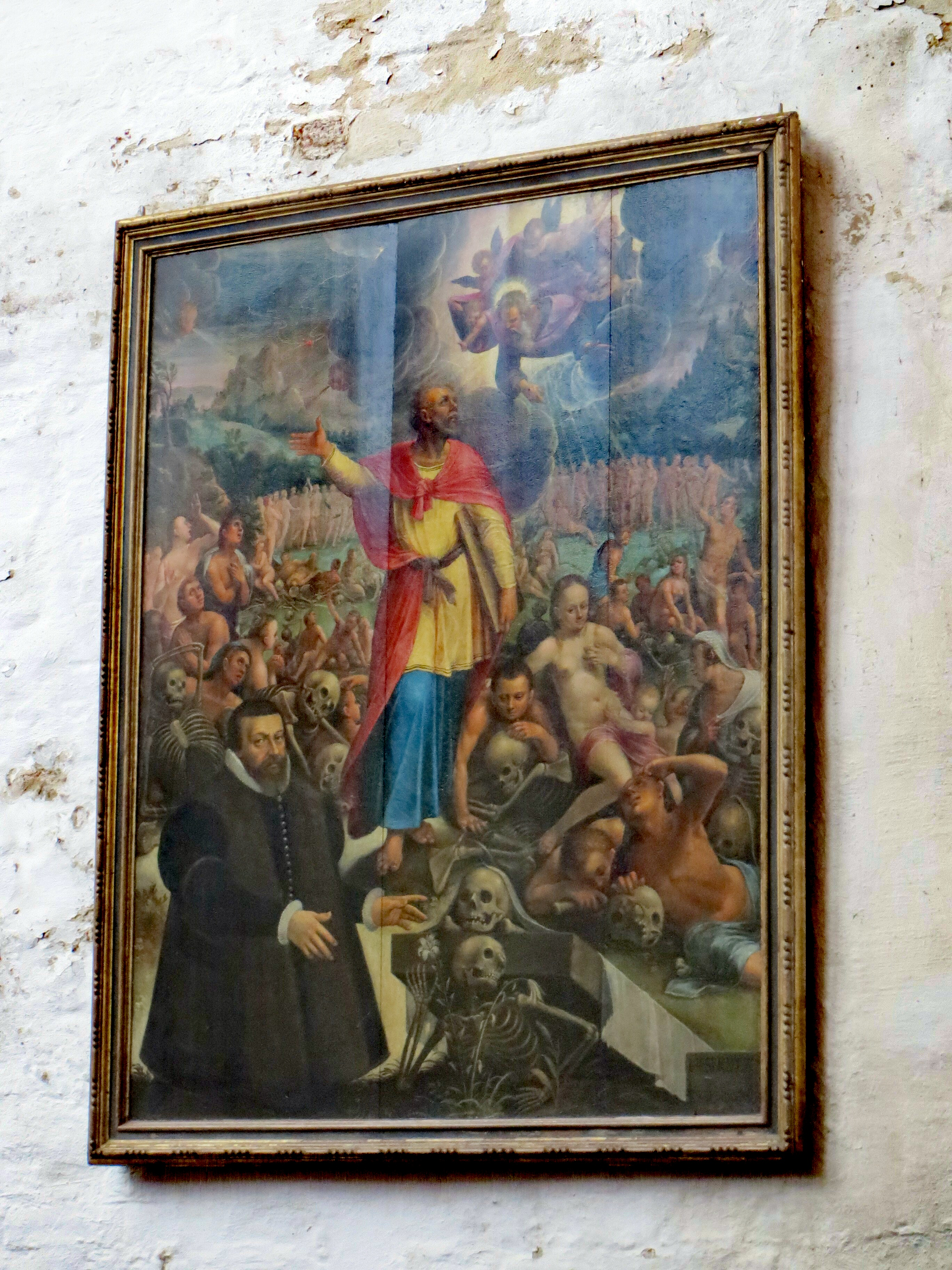
Epitaph (Rest)

Heinrich Wedemhof (* 1524 in Münster; † 22. Februar 1589 in Lübeck) war Kaufmann und Ratsherr der Hansestadt Lübeck.

## Leben
Heinrich Wedemhof war Sohn des Münsteraner Ratsherrn Johann Wedemhof. Er wurde 1588 kurz vor seinem Tod in den Rat der Stadt Lübeck gewählt. Er galt als der reichste Bürger der Stadt Lübeck zu seiner Zeit und sein Nachlass wird auf rund 200000 Mark Lübisch beziffert.
Sein Epitaph in der Lübecker Marienkirche wurde 1590 von dem Bildschnitzer Jochim Wernecke geschnitzt und mit Malereien des Lübecker Malers Johannes Willinges (ca. 1592) versehen. Seit den Zerstörungen durch den Luftangriff auf Lübeck 1942 ist nur noch das Zentralbild des Epitaphs in der Marienkirche erhalten. Vorher gehörte es zu den kunsthistorisch herausragenden Epitaphien der Marienkirche.
Er war Vater des Ratsherrn Bernhard Wedemhof († 1627) und des Lübecker Bürgermeisters Heinrich Wedemhof. Sein Enkel Heinrich († 1674) wurde ebenfalls in den Lübecker Rat gewählt. Auch diesen weiteren Mitglieder der Familie wurden in der Marienkirche Epitaphien gesetzt. Der Bürgermeister Alexander Lüneburg (Politiker, 1560) war sein Schwiegersohn.